# Cadarache

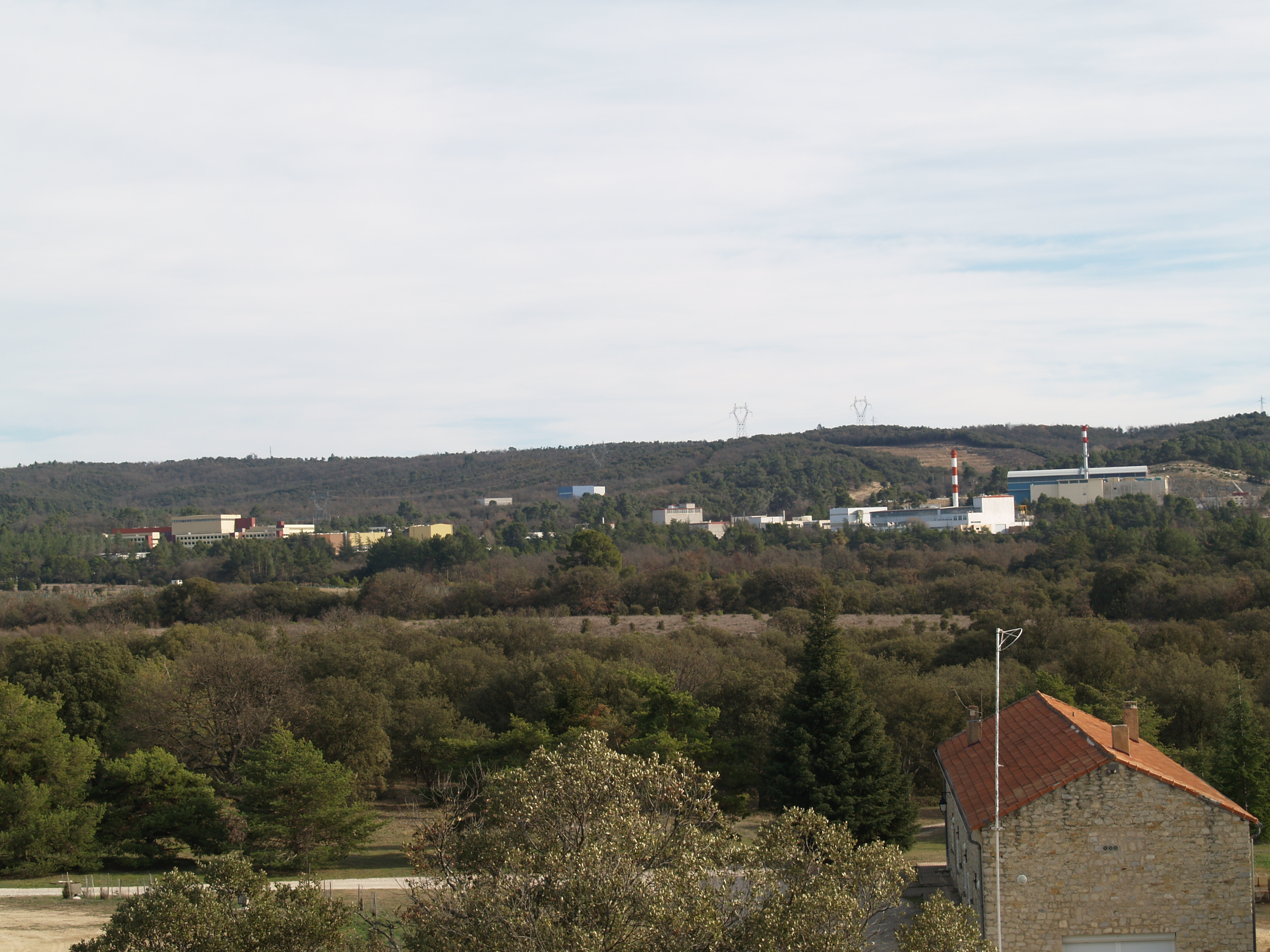
Il centro CEA visto dal castello di Cadarache

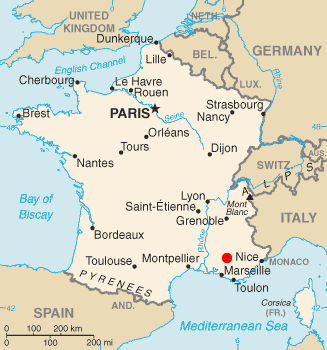
Ubicazione del centro di Cadarache

Il centro di Cadarache è il più grande centro di ricerca e sviluppo in Europa sull'energia nucleare (fissione nucleare e fusione nucleare), nuove tecnologie dell'energia e la biologia vegetale. Si trova in Francia nel territorio comunale di Saint-Paul-lès-Durance.
Fu creato nel 1959 e comprende 20 installazioni nucleari di base (INB), 1 installazione di base segreta (INBS) e delle installazioni classificate per la protezione dell'ambiente (ICPE). Esso impiega in media 5 000 persone, di cui 2 400 sono dipendenti del CEA; il resto degli effettivi è costituito da dipendenti dell'ISTN, di Capenergies, di Orano (ex Areva), di Framatome/Intercontrôle, di Technicatome, dell'IRSN e di Agence Iter France/Iter Organization. Inoltre, il CEA accoglie circa 9 000 visitatori all'anno e 700 stagisti universitari e scolari.
Cadarache è situato su un sito, che comprende 450 edifici, di 1 600 ha (4 000 acri) (dei quali 900 recintati), alla confluenza dei fiumi Verdon e Durance nel dipartimento delle Bocche del Rodano, a circa 40 km (25 mi) a nord-est di Aix-en-Provence, ai confini di tre dipartimenti (Alpi dell'Alta Provenza, Varo e Vaucluse).
Le attività del centro del CEA/Cadarache sono repartite attorno a diverse piattaforme di ricerca e sviluppo: sull'energia nucleare (fissione nucleare e fusione nucleare), sulle energie alternative alle energie fossili (biomassa, bioenergia, solare fotovoltaico e termodinamico), sull'eco-fisiologia vegetale e la microbiologia e sulla microelettronica. Il budget del CEA Cadarache è nell'ordine di 400 M€ all'anno (esclusa la massa salariale), maggioritariamente spesi in regione Provenza-Alpi-Costa Azzurra.

## Installazioni nucleari
Lista delle installazioni nucleari di base (INB) del centro di Cadarache:
- INB 22 – Installation de stockage provisoire (Pégase) e CASemate de CADarache (Cascad)[1]
- INB 24 – SURA - Cabri e Scarabée[2][3]
- INB 25 – Rapsodie/LDAC[4]
- INB 32 – Atelier de technologie plutonium (ATPu)
- INB 37A e B – Stations de traitement STD et STE
- INB 39 – MAquette de SURgénérateur à CAdarache (Masurca)[5]
- INB 42 – Eole[6]
- INB 52 – Atelier d'uranium enrichi (ATUE)
- INB 53 – Magasin central des matières fissiles (MCMF)
- INB 54 – Laboratoire de purification chimique (LPC)
- INB 55 – Laboratoire d'examen des combustibles actifs (LECA) e Station de traitement, d'assainissement et de reconditionnement (STAR)
- INB 56 – Parc d'entreposage des déchets radioactifs
- INB 92 – Phébus[7]
- INB 95 – Minerve[8]
- INB 123 – Laboratoire d'études et de fabrication expérimentales de combustible nucléaire (LEFCA)
- INB 156 – CHimie CAractérisation DEchet (Chicade)
- INB 164 – Conditionnement et Entreposage de Déchets RAdioactifs (Cedra)
- INB 169 – MAGasin d'Entreposage Alvéolaire (Magenta)
- INB 171 – Atelier de gestion avancée et de traitement des effluents (Agate)
- INB 172 – Réacteur Jules Horowitz[9]

Altre installazioni nucleari di base (INB):
- INB XX – Marius - installazione declassata[10]
- INB XX – Peggy - installazione declassata[11]
- INB 26 – Cesar - installazione declassata[12]
- INB 41 – Harmonie - installazione declassata[13]
- INB 121 – Irradiateur de Cadarache (Irca) - installazione declassata
- INB 134 – Magasin d'uranium Cogema Miramas - installazione declassata
- INB 174 – International Thermonuclear Expérimental Reactor (ITER) - installazione in costruzione

Lista delle installazioni nucleari di base segrete (INBS) del centro di Cadarache:
- Installation nucléaire de base secrète Propulsion Nucléaire (INBS-PN)
  - Azur[14] –  modello critico (dal 1962) del reattore di ricerca per la propulsione nucleare navale PAT
  - Prototype à terre (PAT)[15] – reattore di ricerca per la propulsione nucleare navale (1964-1992), prototipo a terra dei reattori della classe Le Redoutable
  - Chaufferie avancée prototype (CAP) – reattore di ricerca per la propulsione nucleare navale (1974-1987), prototipo a terra dei reattori K48 della classe Rubis, diventa in seguito RNG
  - Réacteur de nouvelle génération (RNG)[16] – reattore di ricerca per la propulsione nucleare navale (1989-2005), prototipo a terra dei reattori K15 della classe Le Triomphant, ex CAP
  - Réacteur d'essais à terre (RES)[17] – reattore di ricerca per la propulsione nucleare navale (dal 2018), prototipo a terra dei futuri reattori per gli SSBN di terza generazione.